# Tie a Yellow Ribbon Round the Ole Oak Tree
Tie a Yellow Ribbon Round the Ole Oak Tree ("lega un nastro giallo intorno alla vecchia quercia" in lingua inglese) è un singolo dei Tony Orlando and Dawn scritto da Irwin Levine e L. Russell Brown nel 1972 e pubblicato durante l'anno seguente.
Tra i brani più celebri della band statunitense, Tie a Yellow Ribbon Round the Ole Oak Tree raggiunse la prima posizione delle classifiche di molti Paesi, e risulta essere il brano più venduto dell'anno negli USA e nel Regno Unito.

## Composizione
Tie a Yellow Ribbon Round the Ole Oak Tree è ispirato al racconto Going Home di Pete Hamill, comparso per la prima volta nel New York Post durante l'ottobre del 1971 e ripubblicato nove mesi dopo nel Reader's Digest. Going Home narra la storia di un gruppo di studenti universitari che, mentre viaggiano verso Fort Lauderdale, fanno amicizia con un ex detenuto intento a cercare un fazzoletto giallo legato intorno a una quercia lungo la strada per Brunswick. La canzone è anche ispirata a una storia che Brown aveva letto su un soldato tornato a casa dalla guerra civile, il quale scrisse alla sua amata che, se era ancora il benvenuto, avrebbe dovuto legare un fazzoletto attorno a un certo albero. Dal momento che Brown non riteneva il fazzoletto sufficientemente romantico, lui e Levine lo rimpiazzarono con un nastro giallo. L'usanza di legarsi un fiocco giallo tra i capelli era una prassi tra le donne americane del XIX secolo, e serviva a dimostrare la loro devozione al compagno che prestava servizio nella cavalleria.
Levine e Brown tentarono di far cantare Tie a Yellow Ribbon 'Round the Ole Oak Tree a Ringo Starr, ma Al Steckler della Apple Records, per la quale l'ex Beatles lavorava, rifiutò la loro proposta. Inoltre, Steckler disse loro che il brano era "ridicolo", e si sarebbero dovuti vergognare di averlo scritto.
Nel 1973 la traccia venne registrata dai Dawn di Tony Orlando. Del brano vennero realizzate molte cover.

## Descrizione
La canzone è raccontata dal punto di vista di qualcuno che, dopo essere stato in prigione ("sono davvero ancora in prigione e amore mio, lei tiene la chiave"), è incerto se verrà accolto una volta tornato a casa. Lui scrive all'amata una lettera, chiedendole di legare un nastro giallo attorno all'albero di fronte alla loro casa (davanti alla quale passerà l'autobus) se vuole che torni da lei; se lui non lo vedrà, rimarrà sull'autobus (considerando che non è il benvenuto) e accetterà la cosa senza incolparla ("dare la colpa a me"). Dal momento che è molto spaventato dal verdetto, chiede all'autista di controllare al suo posto. Con suo grande stupore, l'intero autobus esulta per la risposta: infatti, intorno attorno all'albero vi sono cento nastri, e comprende così di essere ben accolto.

## Accoglienza
Nell'aprile del 1973, Tie a Yellow Ribbon Round the Ole Oak Tree raggiunse la prima posizione delle classifiche di molti Paesi, compresi gli Stati Uniti e il Regno Unito, ove mantenne tale piazzamento per quattro settimane durante l'aprile del 1973. Rimase nella Billboard Hot 100 per diciassette settimane, mentre in Australia e Nuova Zelanda, la canzone rimase nelle charts rispettivamente per sette settimane dal maggio al luglio del 1973, e per dieci settimane. Il singolo si inserì anche al primo posto della Adult Contemporary.
Tie a Yellow Ribbon Round the Ole Oak Tree vendette tre milioni di copie nell'arco di tre settimane. Nel solo Regno Unito, vendette complessivamente un milione di copie.
In un volume di Billboard del 2008 che celebrava il cinquantesimo anniversario della Hot 100, Tie a Yellow Ribbon Round the Ole Oak Tree venne inserita alla posizione numero 37 nella sua classifica delle migliori canzoni di tutti i tempi. Nel 2018, in un'altra graduatoria pubblicata dalla stessa rivista in occasione del sessantesimo anniversario della Hot 100, la canzone venne invece inserita alla posizione numero 46.
In Italia la canzone non ebbe particolarmente successo, ma comunque Domenico Modugno ne incise una cover in italiano intitolata Appendi un nastro giallo.

## Formazione
- Tony Orlando
- Frank Hunter
- Dave Appell
- Hank Medress
- The Tokens

## Tracce
1. Tie A Yellow Ribbon Round The Ole Oak Tree – 3:19
2. I Can't Believe How Much I Love You – 2:55

Durata totale: 6:14

## Cover
- Agnes Chan cantò una cover del brano contenuta nel suo With Love from Agnes (1973).[9]
- L'album La musique et l'amour (1973) di Sacha Distel contiene una cover del brano dei Tony Orlando and Dawn.[9]
- Il cantante Ralf Bendix registrò una cover di Tie a Yellow Ribbon Round the Ole Oak Tree raccolta nel suo 100 bundte bänder (1973).[9]
- Martin Mann registrò la sua cover di Tie a Yellow Ribbon Round the Ole Oak Tree, che è presente nel suo album Bind ein blaues Band um unsern Birkenbaum (1973).[9]
- L'album di Perry Como And I Love You So (1973) contiene una cover del brano.[9]
- Tie a Yellow Ribbon Round the Ole Oak Tree è anche presente in un album omonimo (1973) di Johnny Carver.[9]
- Esiste una cover del brano del duo fittizio Pinky and Perky uscito nel 1973.[9]
- Nel 1973 la svedese Lena Andersson pubblicò un singolo contenente una sua interpretazione della traccia dei Tony Orlando and Dawn.[9]
- Il cantante Dean Martin incise una sua versione della canzone che è raccolta nel disco You're the Best Thing That Ever Happened to Me (1973).[9]
- Una cover in spagnolo della canzone venne registrata anche dai messicani Los Mismos nel 1973 (Pon una cinta en el viejo roble).[9]
- Il jazzista tedesco Max Greger registrò una cover della canzone che è contenuta nell'album In the Mood for Hits (1974).[9]
- Il cantante Karel Gott incise una versione del brano cantata in lingua ceca e intitolata Pocit Sváteční (1974).[9]
- Frank Sinatra pubblicò la sua versione della canzone nel suo Some Nice Things I've Missed del 1974.[9]
- Howard Roberts pubblicò una sua versione di Tie a Yellow Ribbon Round the Ole Oak Tree presente nel suo album Sounds (1974).[9]
- Lawrence Welk's Most Requested TV Favorites (1975) di Lawrence Welk contiene una reinterpretazione di Tie a Yellow Ribbon Round the Ole Oak Tree.[9]
- Nel 1975 il filippino Fred Panopio realizzò una cover in madrelingua che prende il nome di Ang Asawa Kong Ambisyosa.[9]
- Una cover di Tie a Yellow Ribbon Round the Ole Oak Tree è contenuta nell'album For God and Country (2003) di Dolly Parton.[9]
- Miracle: Happy Summer from William Hung (2005) di William Hung contiene una cover di Tie a Yellow Ribbon Round the Ole Oak Tree.[9]